# 葵涌西
葵涌西（英語：Kwai Chung West，代號S3）是香港葵青區議會下轄的選區，2023年設立，定為雙議席選區。

## 範圍
現時選區包括大窩口、葵興、葵盛圍及荔景，與其接壤的選區有葵涌東、青衣選區、深水埗區議會的深水埗西選區、荃灣區議會荃灣東南選區。
投票站設有十一個，分別位於中華傳道會許大同學校、順德聯誼總會李兆基中學、基督教香港信義會葵盛信義學校、仁愛堂彭鴻樟幼稚園、佛教林炳炎紀念學校、中華基督教會全完第二小學、聖公會林護紀念中學、中華基督教會全完中學、香港四邑商工總會陳南昌紀念中學、荔景社區會堂、葵盛社區會堂。

## 沿革
2023年香港選舉改革將區議會所有單議席選區取消，葵青定為三個雙議席選區，共選出六席民選議員。葵涌西選區由原有單議席的葵興、葵聯、葵盛東邨、上大窩口、下大窩口、葵涌邨南、葵涌邨北、祖堯、荔景、葵盛西邨選區合併而成。
2023年區議會選舉，估算人口有154,432人，選民有97,109人，吸引到三人參選，其中登記第一號候選人、由香港工會聯合會提名的陳安妮，在2019年的區議會選舉中曾角逐本區前身的上大窩口選區議席，被當時爭取第六次連任的民主黨許祺祥擊敗，而登記第二號候選人、民建聯提名是任職中銀香港的黃俊揚，在上屆選舉曾以獨立無黨籍人士身份，角逐荃灣區議會馬灣選區落敗，而登記第三號候選人為沒有政治聯繫，實際為香港新方向的成員、也是港漂的朱江，之前未有參選記錄，但在本次選舉中獲本區前身葵興選區九度連任的民主派議員、前街坊工友服務處成員梁志成助選。

## 歷屆議員
| 選區名稱 | 屆別           | 議員   | 政治聯繫 | 政治聯繫 | 議員   | 政治聯繫 | 政治聯繫 |
| -------- | -------------- | ------ | -------- | -------- | ------ | -------- | -------- |
| 葵涌西   | 2024年－2027年 | 陳安妮 |          | 工聯會   | 黃俊揚 |          | 民建聯   |

## 歷屆選舉結果
| 政党   | 政党   | 候选人    | 票数   | %      | ± |
| ------ | ------ | --------- | ------ | ------ | - |
|        | 工聯會 | ①. 陳安妮 | 12,573 | 46.90% |   |
|        | 民建聯 | ②. 黃俊揚 | 10,147 | 37.85% |   |
|        | 獨立   | ③. 朱江   | 4,087  | 15.25% |   |
| 多数票 | 多数票 | 多数票    | 2,426  |        |   |

## 資料來源
1. ↑   (PDF).   [2023年8月23日]. （原始内容 (PDF)存档于2023年10月20日） （繁体中文）.
2. ↑   (PDF).   [2023年11月17日].
3. ↑   (PDF). 選舉管理委員會. 2023-07-11  [2023-08-23]. （原始内容存档 (PDF)于2023-10-14）.
4. ↑   (PDF).   [2023-11-20]. （原始内容存档 (PDF)于2023-11-16）.
5. ↑   (PDF).   [2023-08-23]. （原始内容存档 (PDF)于2023-10-11）.
6. ↑   (PDF).   [2023-11-17]. （原始内容存档 (PDF)于2023-12-03）.